# Ananteris balzanii
Ananteris balzanii es una especie de escorpión del género Ananteris, familia Buthidae. Fue descrita científicamente por Thorell en 1891.
Habita en Brasil y Argentina.